# موكل (البيضاء)
موكل هي إحدى قرى الجمهورية اليمنية. تتبع جغرافيا لمحافظة البيضاء و إداريًا لمديرية صباح. يبلغ تعداد سكانها 1333 نسمة حسب الإحصاء الذي أجري عام 2004.